# Weekly Shonen Sunday
Weekly Shonen Sunday (яп. 週刊少年サンデー Сю:кан Сё:нэн Сандэ:) — еженедельный японский журнал манги, издающийся компанией Shogakukan. В журнале печатается преимущественно сёнэн-манга, ориентированная на старших подростков.
Первый номер Shonen Sunday появился в четверг, 17 марта 1959 года — в тот же день, что и первый номер конкурирующего журнала Shonen Magazine. На обложке поместили фотографию Сигэо Нагасимы, знаменитого игрока команды Yomiuri Giants. Несмотря на то, что англ. sunday означает «воскресенье», журнал выходит по средам: его первый редактор Киити Тоёда хотел, чтобы название ассоциировалось с приятным отдыхом в выходные дни.

## Тиражи
- 160 913 (2004 г.)[2]
- 1 068 265 (2005 г.)[2]
- 773 062 (2009 г.)[3]
- 583 750 (2011 г.)[4]
- 428 417 (2014 г.)[1]
- 393 417 (2015 г.)[1]
- 330 000 (2016 г.)[5]

## Авторы и манги, печатающиеся в «Shonen Sunday»
- Госё Аояма
  - Detective Conan
- Кадзуро Иноуэ
  - Midori Days
- Сюн Мацуэна
  - «Сильнейший в истории ученик Кэнити»
- Румико Такахаси
  - InuYasha
  - «Ранма ½»
  - Urusei Yatsura
- Кэндзиро Хата
  - Hayate the combat butler
- Синобу Отака
  - Magi: The Labyrinth of Magic
- Хирому Аракава
  - Silver Spoon
- Котояма
  - Dagashi Kashi
- Тамики Вакаки
  - The World God Only Knows
- Томохито Ода
  - Komi Can’t Communicate